# Marcello Artiaga
Marcello Artiaga de Almeida Castro  (Goiânia, 11 de maio de 1959) é um ginete brasileiro.
Sua principal vitória foi a medalha de ouro por equipes e individual no Campeonato Sul-Americano de Salto Seniores de 1997, em Buenos Aires, na Argentina.
Foi também medalhista de ouro por equipes e quinto lugar individual nos Jogos Pan-Americanos de 1991, em La Havana (Cuba).